# Nattiné
Nattiné är en på förnatten hållen musikalisk-dramatisk föreställning eller kabaré, skämtsamt efter ordet matiné. I början av 1900-talet anordnades nattinéer ofta för välgörande ändamål. Nattiné finns belagt från år 1912.